# Apodemus chevrieri
Il topo selvatico di Chevrier (Apodemus chevrieri  Milne-Edwards, 1868) è un roditore della famiglia dei Muridi diffuso in Cina.

## Descrizione
Roditore di piccole dimensioni, con la lunghezza della testa e del corpo tra 80 e 110 mm, la lunghezza della coda tra 72 e 105 mm, la lunghezza del piede tra 21 e 25 mm e la lunghezza delle orecchie tra 14 e 16 mm.

Le parti superiori sono color ocra brillante, cosparse di peli nerastri, particolarmente lungo la schiena. Le parti ventrali sono biancastre con la base dei peli grigia. Le orecchie sono relativamente piccole e dello stesso colore del dorso. Le zampe sono grigie. La coda è più lunga della testa e del corpo, è bruno-nerastra sopra, biancastra sotto e ricoperta di piccoli peli.

## Biologia

### Comportamento
È una specie terricola e diurna.

### Alimentazione
Si nutre di semi e talvolta di insetti.

## Distribuzione e habitat
Questa specie è diffusa nelle province cinesi dello Yunnan, Chongqing, Sichuan, Guizhou, Hubei occidentale, Shaanxi meridionale, Gansu meridionale e un avvistamento nello Hunan.
Vive in zone agricole, prati e boschi aperti tra 1.800 e 2.300 metri di altitudine.

## Conservazione
La IUCN Red List, considerato il vasto areale, la popolazione numerosa e la presenza in diverse aree protette, classifica A.chevrieri come specie a rischio minimo (Least Concern).